# Manineura
Manineura is een geslacht van vliesvleugeligen uit de familie Pteromalidae. De wetenschappelijke naam van dit geslacht is voor het eerst geldig gepubliceerd in 1979 door Boucek.

## Soorten
Het geslacht Manineura is monotypisch en omvat slechts de volgende soort:
- Manineura pentatomivora (Mani, 1939)